# Coppa Placci 1962
La Coppa Placci 1962, dodicesima edizione della corsa, si svolse il 1º luglio 1962 su un percorso di 220,5 km. La vittoria fu appannaggio dell'italiano Franco Cribiori, che completò il percorso in 6h12'56", precedendo i connazionali Alcide Cerato e Vendramino Bariviera.

## Ordine d'arrivo (Top 10)
| Pos. | Corridore            | Squadra              | Tempo    |
| ---- | -------------------- | -------------------- | -------- |
| 1    | Franco Cribiori      | San Pellegrino Sport | 6h12'56" |
| 2    | Alcide Cerato        | Molteni              | s.t.     |
| 3    | Vendramino Bariviera | Ghigi                | s.t.     |
| 4    | Marino Fontana       | San Pellegrino Sport | s.t.     |
| 5    | Renato Spinello      | Atala                | s.t.     |
| 6    | Vito Favero          | Torpado              | s.t.     |
| 7    | Guido Neri           | Torpado              | s.t.     |
| 8    | Luigi Mele           | Gazzola              | s.t.     |
| 9    | Gaudenzio Tonoli     | Philco               | s.t.     |
| 10   | Enzo Moser           | San Pellegrino Sport | s.t.     |